# Hildeburh
Hildeburh, es un personaje que aparece en el poema épico Beowulf, a partir de la línea 1071, hija del rey danés Hoc y esposa de Finn de Frisia. Su historia es recitada en forma de canto por un scop (un equivalente a escaldo de la literatura medieval escandinava), durante los festejos en las líneas 1071-1158.
Hildeburh aparece como un personaje mediador y pacificador (freothuwebbe) por su situación de princesa danesa casada con un caudillo frisón que aparece como un elemento importante en la trama. No obstante su intervención no impide que Hildeburh pierda a su hermano Hnæf, a su hijo y a su marido en el campo de batalla. La actitud estoica de Hildeburh entre ambos reinos es un concepto central de la historia.